# 郇山隐修会

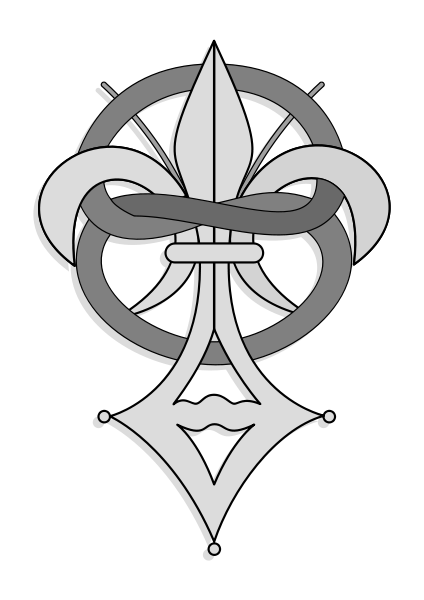
郇山隐修会标志

郇山隐修会（法語：Prieuré de Sion，英語： 或 Priory of Zion），又譯作錫安會。自20世纪70年代以来，郇山隐修会一直是许多虚构或者纪实文学作品热衷描写的一个秘密基督教团体。 在这些作品中，郇山隐修会被描述成西欧历史上最有影响的秘密组织，或者是现代版的蔷薇十字团。但根据目前的研究来看，郇山隐修会在很大的程度上只是一个虚构的故事。1956年之前，从没有任何文字或者经得起考证的历史材料能够证明郇山隐修会的存在。

## 历史
郇山隐修会可以考证的成立历史是从1956年5月7日开始的，作为一个兄弟会，成立于法国的阿纳马斯城，并同其他各种社会团体一样，于7月20日在法国内政部依法注册。创建者按照签名次序依次为：皮埃尔·普兰塔（人称 Chyren）、安德雷·波鸿（人称斯坦尼斯·贝拉斯）以及让·德利瓦尔和阿蒙·德法日，创会宗旨为：“成员教育和互助”。虽然会长由安德雷·波鸿出任，但很可能大权是掌握在出任秘书长的皮埃尔·普兰塔手中，他也是郇山隐修会的灵魂人物。
郇山实际上是阿纳马斯以南不远的一座小山丘的名字，当时正是法兰西第四共和国时期，法国政局动荡不安，阿尔及利亚战争局势不明，法国各地都担心会发生政变。皮埃尔·普兰塔此时作为一个外乡人来到偏远小镇组织一个社团，这难免会引起怀疑，于是他选择了一个本地地名为名，希望能够减少当地居民的疑虑。
根据所有的注册材料显示，郇山隐修会是对大众开放的组织。5月27日，第一本会刊《Circuit》出版，其中部分文章是关于当地市镇议会改选的分析，另一些文章则是对当地市政规划进行批评。这些文章立刻引起了当地政府的警觉，经他们调查，发现郇山隐修会的办公地点和期刊的印刷地点，实际上都是皮埃尔·普兰塔的公寓。
之后，郇山隐修会在其文件中逐渐显露了其实际目的：要在当地建造一座修道院。到1956年底，隐修会已经有了一些会员和一定的经济实力，可以同当地的教堂合办一条校车线路，为当地的教会学校服务。但在之后，该隐修会突然因故解散。之后，在1962年和1963年间，皮埃尔·普兰塔试图重组该会，但是一直只能停留在纸面构想。有迹象显示，在这段时间内，皮埃尔·普兰塔曾因“欺诈”罪名而被刑事起诉。
1960年代开始，不断有人试图把“郇山隐修会”这个名字同历史上的一些疑点和传说中的秘密会社联系起来。一开始这与普兰塔的小团体毫无关联。在1956年之后，这个团体实际上并无活动，已被政府列入“休眠”名单中。根据法国法律，这意味着如果之后再有团体以郇山隐修会为名，同1956年这个团体也不会发生任何关系，除了四个创始人之外，其他任何人均不得以郇山隐修会之名进行正式活动。